# Bobby Collins
Robert Young "Bobby" Collins (16 de febrer de 1931 - 13 de gener de 2014) fou un futbolista escocès de la dècada de 1950.
Fou internacional amb la selecció d'Escòcia amb la qual participà en la Copa del Món de futbol de 1958. També jugà amb la selecció de la lliga escocesa.
Pel que fa a clubs, defensà els colors de diversos clubs, destacant Celtic, Everton FC i Leeds United FC.

## Palmarès
Celtic
- Glasgow Cup: 1950, 1956
- Scottish Cup: 1951
- Glasgow Merchants Charity Cup: 1953
- Lliga escocesa de futbol: 1953-54
- Scottish League Cup: 1957, 1958

Leeds United
- Football League Second Division: 1963-64